# Титовское сельское поселение (Орловская область)
Титовское се́льское поселе́ние — муниципальное образование в Шаблыкинском районе Орловской области Российской Федерации.
Административный центр — село Титово.

## История
Статус и границы сельского поселения установлены Законом Орловской области от 12 августа 2004 года № 419-ОЗ «О статусе, границах и административных центрах муниципальных образований на территории Шаблыкинского района Орловской области».

## Население
| 2010 | 2012 | 2013 | 2014 | 2015 | 2016 | 2017 |
| ---- | ---- | ---- | ---- | ---- | ---- | ---- |
| 412  | ↘385 | ↘363 | ↘352 | ↘341 | ↘337 | ↘335 |
| 2018 | 2019 | 2020 | 2021 | 2023 |      |      |
| ↘330 | ↘317 | ↘301 | ↘274 | ↘268 |      |      |

## Состав сельского поселения
| № | Населённый пункт | Тип населённого пункта       | Население |
| - | ---------------- | ---------------------------- | --------- |
| 1 | Бычанец          | деревня                      | 19        |
| 2 | Волково          | деревня                      | 0         |
| 3 | Доброволец       | посёлок                      | 13        |
| 4 | Лобки            | село                         | 4         |
| 5 | Робье            | село                         | ↘145      |
| 6 | Титово           | село, административный центр | ↘219      |
| 7 | Черновский       | посёлок                      | 12        |